# Europarlamentari di Cipro
Gli europarlamentari di Cipro dal 2004, a seguito dell'ingresso del Paese nell'Unione europea, sono i seguenti.

## Lista

### V legislatura (2004)
| Europarlamentare      | Lista                                  | Gruppo | Gruppo                                                             |
| --------------------- | -------------------------------------- | ------ | ------------------------------------------------------------------ |
| Doros Christodoulidis | Partito Progressista dei Lavoratori    |        | Sinistra Unitaria Europea/Sinistra Verde Nordica                   |
| Lefteris Christoforou | Raggruppamento Democratico             |        | Gruppo del Partito Popolare Europeo - Democratici Europei          |
| Panayiotis Demetriou  | Raggruppamento Democratico             |        | Gruppo del Partito Popolare Europeo - Democratici Europei          |
| Marios Matsakis       | Partito Democratico                    |        | Gruppo del Partito Europeo dei Liberali, Democratici e Riformatori |
| Eleni Mavrou          | Partito Progressista dei Lavoratori    |        | Sinistra Unitaria Europea/Sinistra Verde Nordica                   |
| George Varnava        | Movimento dei Socialdemocratici - EDEK |        | Gruppo del Partito del Socialismo Europeo                          |

### VI legislatura (2004-2009)
Europarlamentari eletti in occasione delle elezioni europee del 2004.
| Europarlamentare          | Lista                               | Gruppo | Gruppo                                                           |
| ------------------------- | ----------------------------------- | ------ | ---------------------------------------------------------------- |
| Adamos Adamou             | Partito Progressista dei Lavoratori |        | Sinistra Unitaria Europea/Sinistra Verde Nordica                 |
| Panayiotis Demetriou      | Raggruppamento Democratico          |        | Gruppo del Partito Popolare Europeo - Democratici Europei        |
| Ioannis Kasoulides        | Raggruppamento Democratico          |        | Gruppo del Partito Popolare Europeo - Democratici Europei        |
| Marios Matsakis           | Partito Democratico                 |        | Gruppo dell'Alleanza dei Democratici e dei Liberali per l'Europa |
| Yiannakis Matsis          | Per l'Europa                        |        | Gruppo del Partito Popolare Europeo - Democratici Europei        |
| Kyriacos Triantaphyllides | Partito Progressista dei Lavoratori |        | Sinistra Unitaria Europea/Sinistra Verde Nordica                 |

### VII legislatura (2009-2014)
Europarlamentari eletti in occasione delle elezioni europee del 2009.
| Europarlamentare          | Lista                                  | Gruppo | Gruppo                                                 |
| ------------------------- | -------------------------------------- | ------ | ------------------------------------------------------ |
| Takis Hadjigeorgiou       | Partito Progressista dei Lavoratori    |        | Sinistra Unitaria Europea/Sinistra Verde Nordica       |
| Ioannis Kasoulides        | Raggruppamento Democratico             |        | Gruppo del Partito Popolare Europeo                    |
| Kyriakos Mavronikolas     | Movimento dei Socialdemocratici - EDEK |        | Alleanza Progressista dei Socialisti e dei Democratici |
| Antigoni Papadopoulou     | Partito Democratico                    |        | Alleanza Progressista dei Socialisti e dei Democratici |
| Eleni Theocharous         | Raggruppamento Democratico             |        | Gruppo del Partito Popolare Europeo                    |
| Kyriacos Triantaphyllides | Partito Progressista dei Lavoratori    |        | Sinistra Unitaria Europea/Sinistra Verde Nordica       |

- In data 01.09.2012 a Kyriakos Mavronikolas subentra Sophocles Sophocleous.
- In data 04.03.2013 a Ioannis Kasoulides subentra Andreas Pitsillides.

### VIII legislatura (2014-2019)
Europarlamentari eletti in occasione delle elezioni europee del 2014.
| Europarlamentare     | Lista                                  | Gruppo | Gruppo                                                 |
| -------------------- | -------------------------------------- | ------ | ------------------------------------------------------ |
| Takis Hadjigeorgiou  | Partito Progressista dei Lavoratori    |        | Sinistra Unitaria Europea/Sinistra Verde Nordica       |
| Costas Mavrides      | Partito Democratico                    |        | Alleanza Progressista dei Socialisti e dei Democratici |
| Dimitris Papadakis   | Movimento dei Socialdemocratici - EDEK |        | Alleanza Progressista dei Socialisti e dei Democratici |
| Chrīstos Stylianidīs | Raggruppamento Democratico             |        | Gruppo del Partito Popolare Europeo                    |
| Neoklis Sylikiotis   | Partito Progressista dei Lavoratori    |        | Sinistra Unitaria Europea/Sinistra Verde Nordica       |
| Eleni Theocharous    | Raggruppamento Democratico             |        | Gruppo del Partito Popolare Europeo                    |

In data 03.11.2014 a Chrīstos Stylianidīs subentra Lefteris Christoforou.

### IX legislatura (2019-2024)
Europarlamentari eletti in occasione delle elezioni europee del 2019.
| Europarlamentare      | Lista                                  | Gruppo | Gruppo                                                 |
| --------------------- | -------------------------------------- | ------ | ------------------------------------------------------ |
| Lefteris Christoforou | Raggruppamento Democratico             |        | Gruppo del Partito Popolare Europeo                    |
| Loucas Fourlas        | Raggruppamento Democratico             |        | Gruppo del Partito Popolare Europeo                    |
| Giorgos Georgiou      | Partito Progressista dei Lavoratori    |        | Sinistra Unitaria Europea/Sinistra Verde Nordica       |
| Niyazi Kizilyürek     | Partito Progressista dei Lavoratori    |        | Sinistra Unitaria Europea/Sinistra Verde Nordica       |
| Costas Mavrides       | Partito Democratico                    |        | Alleanza Progressista dei Socialisti e dei Democratici |
| Demetris Papadakis    | Movimento dei Socialdemocratici - EDEK |        | Alleanza Progressista dei Socialisti e dei Democratici |

### X legislatura (2024-in corso)
Europarlamentari eletti in occasione delle elezioni europee del 2024.
| Europarlamentare       | Lista                               | Gruppo | Gruppo                                                 |
| ---------------------- | ----------------------------------- | ------ | ------------------------------------------------------ |
| Loucas Fourlas         | Raggruppamento Democratico          |        | Gruppo del Partito Popolare Europeo                    |
| Michalis Hatzipantelas | Raggruppamento Democratico          |        | Gruppo del Partito Popolare Europeo                    |
| Giorgos Georgiou       | Partito Progressista dei Lavoratori |        | La Sinistra al Parlamento europeo                      |
| Fidias Panagiotou      | Indipendente                        |        | Non iscritti                                           |
| Geadis Geadi           | Fronte Popolare Nazionale           |        | Gruppo dei Conservatori e dei Riformisti Europei       |
| Costas Mavrides        | Partito Democratico                 |        | Alleanza Progressista dei Socialisti e dei Democratici |